# Jools Holland
Julian Miles Holland, OBE (ur. 24 stycznia 1958 w Londynie), pianista, prezenter telewizyjny. 

## Życiorys
Holland był założycielem znanej grupy muzycznej Squeeze. Aż do roku 1980, w którym rozstał się z grupą, grał na fortepianie i innych instrumentach klawiszowych we wszystkich utworach. Po okresie występów solowych, rozpoczętych w 1978 albumem Boogie Woogie '78, wrócił do zespołu w 1985, by znowu opuścić grupę w 1990. W latach 80. zdobywał także uznanie jako prezenter telewizyjny, prowadząc razem z Paulą Yates program muzyczny The Tube.
W 2004 razem z Tomem Jonesem nagrał płytę nawiązującą do tradycyjnej muzyki rhythm and blues. W 2005 wystąpił z Erikiem Claptonem na koncercie charytatywnym dla ofiar tsunami w Azji z grudnia 2004 r.
Jools Holland ożenił się 29 sierpnia 2005 z Christabel McEwen, byłą żoną Edwarda Lambtona.

## Nagrody i odznaczenia
W 2003 Jools Holland został uhonorowany Orderem Imperium Brytyjskiego za zasługi dla brytyjskiego przemysłu muzycznego.

## Dyskografia
- 1978 "Boogie Woogie '78"
- 1981 Jools Holland and His Millionaires
- 1984 Jools Holland Meets Rock 'A' Boogie Billy (wydano tylko w USA)
- 1990 World Of His Own
- 1991 The Full Complement
- 1992 "Together Again" (singel z Sam Brown)
- 1992 The A-Z Geographer's Guide To The Piano
- 1994 Solo Piano
- 1994 Live Performance
- 1996 Sex & Jazz & Rock & Roll
- 1997 Lift The Lid
- 1998 Best Of
- 1999 Sunset Over London
- 2000 Hop The Wag
- 2001 Small World Big Band
- 2002 SWBB Volume Two: More Friends
- 2003 Jack O The Green (SWBB Friends 3)
- 2004 Tom Jones & Jools Holland
- 2005 Swing the Blues, Dancing the Ska
- 2005 Beatroute
- 2006 David Gilmour - On An Island - partia pianina w trzecim utworze, "The Blue"
- 2006 Movin' Out To The Country